# أبو منصور الأزهري
أبو منصور محمد بن أحمد بن الأزهر بن طلحة الأزهري الهروي اللغوي الشافعي، الملقب بالأزهري (282- 370 هـ / 895- 981 م) نسبة إلى جدِّه الأزهر عالم من علماء اللغة العربية، عاش في العصر العباسي، ولد في هراة في خراسان، ثم انتقل إلى بغداد، عني بالفقه فاشتهر به أولا، ثم غلب عليه التبحر في العربية، فرحل في طلبها وقصد القبائل وتوسع في أخبارهم، ووقع أسيرًا في يد القرامطة، فكان مع فريق من هوازن «يتكلمون بطباعهم البدوية ولا يكاد يوجد في منطقهم لحن» كما قال في مقدمة كتابه «تهذيب اللغة»، ومن كتبه «غريب الألفاظ التي استعملها الفقهاء»، و«تفسير القرآن»، و«فوائد منقولة من تفسير للمزني» وغيرها.

## طلبه للعلم
ارتحل الأزهري في طلب العلم بعد أن سمع ببلده من الحسين بن إدريس، ومحمد بن عبد الرحمن السامي وعدة، وسمع ببغداد من أبي القاسم البغوي، وابن أبي داود، وإبراهيم بن عرفة، وابن السراج، وأبي الفضل المنذري، وترك ابن دريد تورعًا، فإنه قال: «دخلت داره، فألفيته على كبر سنه سكران.»، وروى عنه: أبو عبيد الهروي الفاشاني مؤلف كتاب الغريبين، وأبو يعقوب القراب، وأبو ذر عبد بن أحمد الحافظ، وسعيد بن عثمان القرشي، والحسين بن محمد الباشاني، وآخرون. 
وكان رأسا في اللغة والفقه، ثقة، ثبتًا، دينًّا، فعنه قال: «امتحنت بالأسر سنة عارضت القرامطة الحاج بالهبير، فكنت لقوم يتكلمون بطباعهم البدوية، ولا يكاد يوجد في منطقهم لحن أو خطأ فاحش، فبقيت في أسرهم دهرًا طويلًا، وكنا نشتي بالدهناء، ونرتبع بالصمان، واستفدت منهم ألفاظا جمة.»

## مصنفاته
- تهذيب اللغة
- كتاب التفسير
- تفسير ألفاظ المزني
- علل القراءات
- كتاب الروح
- كتاب الأسماء الحسنى
- شرح ديوان أبي تمام
- تفسير إصلاح المنطق.[2]

## وصلات خارجية
- الموسوعة العربية